# Гулистан (район Рудаки)
Гулиста́н, так-же употребляется форма Гулистон (тадж. Гулистон) — село в Таджикистане, ближний пригород столицы Таджикистана — города Душанбе, с которым граничит. Центр одноимённого джамоата Гулистан — одной из сельских общин района Рудаки, относящегося к районам республиканского подчинения.
В переводе с таджикского языка название села означает «цветочный край».
В селе имеется мечеть и медресе Хазрат-и Мавлоно.
В 1932 в кишлаке Гулистан джамсовета Гулистан Сталинабадского района проживало 444 человек в 119 хозяйствах (таджики и узбеки).

## География
Село расположено в центральной части Душанбинской агломерации в Гиссарской долине в 1 километре к северу от реки Кафирниган. Северная часть села граничит с территорией Шохмансура — одного из районов Душанбе, где работает значительное количество жителей Гулистана. Расстояние по прямой до районного центра Сомониёна составляет около 14 километров.
В марте 2020 года было объявлено, что территория села вместе с несколькими соседними населёнными пунктами в скором времени войдёт в состав расширяющегося города Душанбе.